# Boonie Bears
Boonie Bears (xinès simplificat: 熊出没, pinyin: Xióng chūmò) és una sèrie de dibuixos animats de la República Popular de la Xina, que s'emet en la Televisió Central de la Xina (CCTV) i Beijing Television Network (BTV). La sèrie presenta a dos óssos, Briar i Bramble, que intenten evitar que el llenyataire Qiang destrosse la seua llar en el bosc.
Boonie Bears es va presentar per primera vegada a la Gala de l'Any Nou Xinés del gener de 2012, i es va convertir en el programa infantil més popular de la Xina. Fins a la data s'han produït més de 200 episodis de 13 minuts cadascun. Després de l'èxit obtingut per la sèrie, s'han llançat diverses pel·lícules que han estat exhibides en cinemes a nivell mundial i s'han convertit en èxits de taquilla al país asiàtic.
Bàsicament tracta el conflicte entre l'animal i l'ésser humà per la protecció del bosc.
Aquests dibuixos expliquen la confrontació dels propietaris del bosc, els ossos i un representant de la despreocupació de l'ésser humà. Per evitar la tal·la d'arbres i que "el calb Qiang" destrosse la natura, els animals despleguen diverses enginyoses i valentes estratègies com a confrontació.